# 高嶺の林檎
「高嶺の林檎」（たかねのりんご）は、日本の女性アイドルグループ・NMB48の楽曲。作詞は秋元康、作曲は田中俊亮が担当した。2014年3月26日にNMB48の9作目のシングルとしてよしもとアール・アンド・シー（laugh out loud! records）から発売された。楽曲のセンターポジションは山本彩が務めた。

## 背景とリリース
前作「カモネギックス」から約5か月ぶりで、2014年初のシングル。Type-A、Type-B、Type-C、劇場盤の4形態でのリリース。
「高嶺の林檎」を歌う選抜メンバーは、前作から2人が入れ替わった。渋谷凪咲・村瀬紗英が初選抜メンバー入り。前作の選抜メンバーのうち、門脇佳奈子・與儀ケイラが選抜から外れている。
カップリングは5曲で、Type-A - Cの2曲目はTHE ALFEEの高見沢俊彦が楽曲提供した「一週間、全部が月曜日ならいいのに…」が収録、3曲目は、Type-Aは白組の「プロムの恋人」、Type-Bは紅組の「水切り」、Type-Cは難波鉄砲隊其之伍の「山へ行こう」、劇場盤は「傘はいらない」となっている。
「プロムの恋人」の作曲は、元PAMELAHの小澤正澄が担当。AKB48やSKE48への楽曲提供はこれまでにも行っているが、NMB48へはこれが初となる。
今作では、島田玲奈・山内つばさを除くNMB48のメンバー全員がいずれかの楽曲に参加している。なお、今作においてドラフト生（磯佳奈江・須藤凜々花・武井紗良・内木志）がNMB48のシングル初参加となっている。
CDの封入特典として、初回生産分には全国握手会参加引換券および「NMB48リクエストアワー2014投票券」が各1枚と、全16種類あるオリジナルトレーディングカードのうち1枚が付いた。

## アートワーク
| Type-A | 小笠原茉由、渋谷凪咲、上西恵、高野祐衣、谷川愛梨、矢倉楓子、山本彩、吉田朱里   |
| Type-B | 市川美織、加藤夕夏、小谷里歩、白間美瑠、村瀬紗英、薮下柊、山田菜々、渡辺美優紀 |
| Type-C | 渋谷凪咲、白間美瑠、矢倉楓子、薮下柊、吉田朱里                                 |
| 劇場盤 | 山本彩、渡辺美優紀                                                             |

## チャート成績
「高嶺の林檎」のシングルCDは、2014年4月7日付オリコン週間シングルチャートにおいて初登場で1位にランクインした。同チャートにおけるNMB48のシングルの1位獲得は「ヴァージニティー」から5作連続・通算8作目となった。初動売上は約40万7000枚となり、前作「カモネギックス」の約37万5000枚を上回った。

## ミュージックビデオ
撮影場所は下表の通り。
| 「高嶺の林檎」   | 西郷山公園、西郷橋、日本ウェルネス高校中野キャンパス、囲桃園跨線橋、武蔵小山商店街PALM |
| 「プロムの恋人」 | 山下埠頭（第一鈴江、日産自動車本牧専用埠頭、三菱重工横浜製作所本牧工場）               |
| 「水切り」       | 上毛電気鉄道上毛線（西桐生駅、大胡列車区、700形車両内、デハ101車両内）                 |
| 「山へ行こう」   | 横浜大さん橋（大さん橋ホール、屋上広場、野外イベント広場、東南側の通路）               |

## メディアでの使用
「高嶺の林檎」には以下のタイアップが付いている。
- 東愛産業「ジャンボカラオケ広場」CM曲
- ミズノ「ミズノ部活応援宣言!」キャンペーンCM曲
- 関西テレビ（関西ローカル）「NMBとまなぶくん」2014年3月6日 - 6月19日 エンディング・テーマ
- スペースシャワーTVプラス「NMB48山本彩のM-姉 〜ミュージックお姉さん〜」2014年4月18日 - 7月4日 エンディングテーマ
- BSスカパー!「IDOL REVUE『NMB48のナイショで限界突破!』」2014年4月23日 -  エンディング・テーマ

## カバー
「高嶺の林檎」は"Apel yang ada di Puncak – Takane no Ringo"のタイトルでJKT48にカバーされており、2015年3月発売の9thシングル"Pareo adalah Emerald – Pareo wa emerald"にも収録されている。

## シングル収録トラック

### Type-A
| #         | タイトル                                             | 作詞      | 作曲       | 編曲      | 時間  |
| --------- | ---------------------------------------------------- | --------- | ---------- | --------- | ----- |
| 1.        | 「高嶺の林檎」                                       | 秋元康    | 田中俊亮   | 武藤星児  | 4:38  |
| 2.        | 「一週間、全部が月曜日ならいいのに…」                | 秋元康    | 高見沢俊彦 | 生田真心  | 4:29  |
| 3.        | 「プロムの恋人」(白組)                               | 秋元康    | 小澤正澄   | 若田部誠  | 4:37  |
| 4.        | 「高嶺の林檎 off vocal ver.」                        |           |            |           |       |
| 5.        | 「一週間、全部が月曜日ならいいのに… off vocal ver.」 |           |            |           |       |
| 6.        | 「プロムの恋人 off vocal ver.」                      |           |            |           |       |
| 合計時間: | 合計時間:                                            | 合計時間: | 合計時間:  | 合計時間: | 27:28 |

| #  | タイトル                                                  | 作詞 | 作曲・編曲 |
| -- | --------------------------------------------------------- | ---- | ---------- |
| 1. | 「高嶺の林檎（ミュージックビデオ）」                      |      |            |
| 2. | 「高嶺の林檎（ミュージックビデオ ダンシングバージョン）」 |      |            |
| 3. | 「プロムの恋人（ミュージックビデオ）」                    |      |            |
| 4. | 「特典映像 「おしゃべり組」（前編）」                     |      |            |

### Type-B
| #         | タイトル                                             | 作詞      | 作曲       | 編曲           | 時間  |
| --------- | ---------------------------------------------------- | --------- | ---------- | -------------- | ----- |
| 1.        | 「高嶺の林檎」                                       | 秋元康    | 田中俊亮   | 武藤星児       | 4:38  |
| 2.        | 「一週間、全部が月曜日ならいいのに…」                | 秋元康    | 高見沢俊彦 | 生田真心       | 4:29  |
| 3.        | 「水切り」(紅組)                                     | 秋元康    | 大神良康   | 野中“まさ”雄一 | 4:11  |
| 4.        | 「高嶺の林檎 off vocal ver.」                        |           |            |                |       |
| 5.        | 「一週間、全部が月曜日ならいいのに… off vocal ver.」 |           |            |                |       |
| 6.        | 「水切り off vocal ver.」                            |           |            |                |       |
| 合計時間: | 合計時間:                                            | 合計時間: | 合計時間:  | 合計時間:      | 26:37 |

| #  | タイトル                                                  | 作詞 | 作曲・編曲 |
| -- | --------------------------------------------------------- | ---- | ---------- |
| 1. | 「高嶺の林檎（ミュージックビデオ）」                      |      |            |
| 2. | 「高嶺の林檎（ミュージックビデオ ダンシングバージョン）」 |      |            |
| 3. | 「水切り（ミュージックビデオ）」                          |      |            |
| 4. | 「特典映像 「おしゃべり組」（後編）」                     |      |            |

### Type-C
| #         | タイトル                                             | 作詞      | 作曲       | 編曲           | 時間  |
| --------- | ---------------------------------------------------- | --------- | ---------- | -------------- | ----- |
| 1.        | 「高嶺の林檎」                                       | 秋元康    | 田中俊亮   | 武藤星児       | 4:38  |
| 2.        | 「一週間、全部が月曜日ならいいのに…」                | 秋元康    | 高見沢俊彦 | 生田真心       | 4:29  |
| 3.        | 「山へ行こう」(難波鉄砲隊其之伍)                     | 秋元康    | chalaza    | 野中“まさ”雄一 | 4:51  |
| 4.        | 「高嶺の林檎 off vocal ver.」                        |           |            |                |       |
| 5.        | 「一週間、全部が月曜日ならいいのに… off vocal ver.」 |           |            |                |       |
| 6.        | 「山へ行こう off vocal ver.」                        |           |            |                |       |
| 合計時間: | 合計時間:                                            | 合計時間: | 合計時間:  | 合計時間:      | 27:57 |

| #  | タイトル                                                  | 作詞 | 作曲・編曲 |
| -- | --------------------------------------------------------- | ---- | ---------- |
| 1. | 「高嶺の林檎（ミュージックビデオ）」                      |      |            |
| 2. | 「高嶺の林檎（ミュージックビデオ ダンシングバージョン）」 |      |            |
| 3. | 「山へ行こう（ミュージックビデオ）」                      |      |            |
| 4. | 「NMB48 feat.吉本新喜劇 Vol.8」                           |      |            |

### 劇場盤
| #         | タイトル                        | 作詞      | 作曲      | 編曲           | 時間  |
| --------- | ------------------------------- | --------- | --------- | -------------- | ----- |
| 1.        | 「高嶺の林檎」                  | 秋元康    | 田中俊亮  | 武藤星児       | 4:38  |
| 2.        | 「プロムの恋人」(白組)          | 秋元康    | 小澤正澄  | 若田部誠       | 4:37  |
| 3.        | 「水切り」(紅組)                | 秋元康    | 大神良康  | 野中“まさ”雄一 | 4:11  |
| 4.        | 「傘はいらない」                | 秋元康    | 入江徹    | 野中“まさ”雄一 | 4:14  |
| 5.        | 「高嶺の林檎 off vocal ver.」   |           |           |                |       |
| 6.        | 「プロムの恋人 off vocal ver.」 |           |           |                |       |
| 7.        | 「水切り off vocal ver.」       |           |           |                |       |
| 8.        | 「傘はいらない off vocal ver.」 |           |           |                |       |
| 合計時間: | 合計時間:                       | 合計時間: | 合計時間: | 合計時間:      | 35:20 |

## 選抜メンバー
- 市川美織
- 小笠原茉由
- 加藤夕夏
- 小谷里歩
- 渋谷凪咲
- 上西恵
- 白間美瑠
- 高野祐衣
- 谷川愛梨
- 村瀬紗英
- 矢倉楓子
- 薮下柊
- 山田菜々
- 山本彩
- 吉田朱里
- 渡辺美優紀